# أولاد لعكيد (أولاد معاشو العيايدة)
أولاد لعكيد هو دُوَّار يقع بجماعة راس العين، إقليم اليوسفية، جهة مراكش آسفي في المملكة المغربية. ينتمي الدوّار لمشيخة أولاد معاشو العيايدة التي تضم 16 دوار. يقدر عدد سكانه بـ 607 نسمة حسب الإحصاء الرسمي للسكان والسكنى لسنة 2004.

## روابط خارجية
- البوابة الوطنية للجماعات الترابية
- المندوبية السامية للتخطيط